# Пригоди Переґріна Пікля
«Приго́ди Перегрі́на Пі́кля» (англ. The Adventures of Peregrine Pickle) — другий роман англійського письменника Тобіаса Смоллетта, виданий у Лондоні 1751 року.
У своєму творі Смоллет одним із перших в Англії звернувся до жанру роману виховання, який набирав популярності в епоху Просвітництва.

## Сюжет
Сповнена кумедними епізодами й насичена сатирою на англійські та французькі звичаї оповідь про дитинство і юність сквайра Переґріна Пікля, сина лондонського купця, який усунувся від справ і купив маєток у провінції. Фактично вигнаний з рідного дому через незрозумілу ненависть з боку рідної матері, яка надає перевагу молодшому синові — потворному і тілом, і душею. Виховання в будинку відставного моряка коммодора Траньйона, грубого, але при цьому комічного, який щиро прив'язався до племінника. Навчання в Оксфорді та подорож по Франції та Голландії, наповнені нескінченною низкою каверзних витівок. Успіх у жінок, який зробив героя нахабним і самовпевненим, авантюрні спроби пробитися у вищий світ, що призводять до банкрутства фінансового та морального, нарешті — боргова в'язниця, перебуваючи в якій, Переґрін переглядає свої погляди на життя.
Крім художньої вигадки, роман включає кілька епізодів із реального життя.

## Мемуари знатної дами
Окремою великою главою до книги увійшли Мемуари знатної дами, написані, як вважали сучасники, леді Френсіс Енн Вен, британською аристократкою, що прославилася марнотратством і скандальними любовними зв'язками, і свого часу надавала заступництво й фінансову підтримку Смоллетту. Текст переважно авторський, Смоллетт його лише мінімально стилістично відредагував. Попри те, що Мемуари порушують цілісність композиції роману, вони становлять інтерес як пам'ятка звичаїв своєї епохи. При цьому читачі роману, які досить близько знали леді Вен, зауважили, що згадана особа намагалася виправдати свій розпусний спосіб життя, і про багато компрометувальних фактів у своїх записках промовчала.

## Справа містера Е
Ще однією реальною деталлю в романі є докладно розповідь про справу містера Е. — сенсаційний процес, що тривав від 1743 до 1760 року. Річарда Енслі, 5-го барона Елтема, 6-го графа Англсі, звинуватили в присвоєнні титулів і володінь свого племінника Джеймса Енслі, якого він 1728 року ще дитиною викрав і продав у рабство в Північну Америку. 1742 року Джеймс повернувся до Англії, був визнаний законним сином свого батька і спробував повернути свої статки, однак, гроші та зв'язки графа дозволили затягнути процес і племінник помер, так і не дочекавшись його завершення.

## Друге видання
У першому виданні роману містилися образливі випади проти Генрі Філдінга, викликані заздрістю до успіху Тома Джонса, який витримав протягом року три видання, а також особистою неприязню до одного з покровителів його автора. Також у книзі висміяно манеру гри знаменитого актора Девіда Гарріка, реформатора англійського театру, який уперше після довгої перерви представив на сцені оригінальні тексти п'єс Шекспіра. У другому виданні, випущеному 1758 року, Смоллет ці несправедливі випади прибрав, проте зберіг глузування з Джеймса Квіна (1693—1766), іншого корифея англійської сцени.